# Gerda Bäckström
Gerda Elise Bäckström, inom Scoutrörelsen känd under sitt scoutnamn Ludde, född Blomberg 7 januari 1894 i Katarina församling i Stockholm, död 23 april 1978 på Leksands sjukhem, var en svensk gymnast, lärare och flickscoutchef och en av initiativtagarna till att introducera flickscouting i Sverige. Inom flickscoutrörelsen var hon främst känd under sitt scoutnamn, ”Ludde” och har också gett namn åt Luddes stipendium, som instiftades när hon avgick som flickscoutchef.

## Familj
Gerda Bäckström föddes i Stockholm som yngsta barn av fyra till trävaruhandlaren August Vilhelm Blomberg (född 1855 i Njurunda) och Elisabet Petrea Charlotta Blomberg (född 1867 i Kristianstad).
Hon gifte sig den 2 juli 1932 med banktjänstemannen Tor Vilhelm Bäckström och var gift med honom till hans död 1959. Från 1955 var hon bosatt i Tällberg.

## Yrkesliv
1916 blev Gerda Bäckström utexaminerad som gymnastikdirektör från Gymnastiska Centralinstitutet. Åren 1916-39 verkade hon som gymnastiklärare vid Wallinska skolan och därefter fram till sin pension 1955 vid Vasastadens kommunala flickskola.

## Flickscouting
Gerda Bäckström, eller ”Ludde” som hon var känd som i scoutrörelsen, var en av de unga kvinnor som tog initiativ till att starta flickscouting i Sverige åren före första världskriget, och det som kom att bli Sveriges Flickors Scoutförbund.

### Svensk flickscouting startar på Wallinska skolan
Hösten 1910 tog Gerda Bäckström tillsammans med klasskamraterna på Wallinska skolan, Elin Fris och Signe Geijer initiativ till att starta scoutverksamhet. Detta ledde efter viss övertalning från flickornas sida fram till att flickscoutverksamhet startades av några av deras lärare under våren 1911 och till grundandet av Wallinska skolans scoutförening under hösten samma år.
Direkt vid verksamhetens start blev Ludde patrulledare, och hon blev godkänd med högsta betyg i alla delmoment när hon genomförde tredjeklassproven för den erkänt krävande ledaren Emmy Grén-Broberg, hennes egen gymnastiklärare och Sveriges Flickors Scoutförbunds första flickscoutchef. De två åkte också till England tillsammans hösten 1912 för att studera den engelska flickscoutingens organisation och arbetsformer. I mars 1914 utnämndes Ludde till underledare, så hon fick själv bara vara flickscout i tre års tid i den verksamhet hon jobbat så hårt för att få till stånd, innan hon i stället fick ansvar för att leda den.

### Scoutledare i Wallinums scoutförening
Ludde var under lång tid en uppskattad ledare i Wallinums scoutförening och Stockholms flickors scoutkår. Hon blev kårsekreterare redan 1913 och kårchef 1920 eller 1921, när hon efterträdde sin egen scoutledare Emmy Grén-Broberg. Förutom att vara flickscoutledare, startade hon också en seniorscoutkår för de äldre flickscouterna och var drivande i utvecklingen av blåvingeverksamheten för de yngre barnen.
Även under åren som vice flickscoutchef och flickscoutchef fortsatte hon som scoutledare i Wallinum. Inte minst från hennes tid som blåvingeledare finns många berättelser, som när hon tillsammans med sina blåvingar låtsades en hel planerad utfärd inne i skolans gymnastiksal sedan vädret omöjliggjort de ursprungliga planerna.

### I ledningen för Sveriges Flickors Scoutförbund
Sveriges Flickors Scoutförbund hade verksamhet i 47 år. Större delen av den tiden fanns Ludde i förbundsledningen. Hon var med på förbundets konstituerande möte den 26 mars 1913 som flickscout, och hon deltog på det gemensamma möte den 13 november 1960, när flick- och pojkscoutförbunden beslutade att gå samman.
Visserligen föreslogs Ludde till den förbundsstyrelse som bildades 1913, men hon avsade sig. 1925 valdes hon till vice flickscoutchef, och efter ett decennium på den posten blev hon 1935 vald till flickscoutchef. På den posten stannade hon i fjorton år, och när hon avgick 1949 hade hon alltså varit ett kvartssekel i ledningen för Sveriges Flickors Scoutförbund.
När hon tillträdde som flickscoutchef 1935 välkomnades hon av många medlemmar inte minst av historiska orsaker – hon var ju en av de tre första patrulledarna i den första flickscoutföreningen och hon var en av dem som tagit flickscoutingen till Sverige. Men framförallt kom Ludde att leda en rörelse i stark expansion och utveckling. Under hennes fjorton år som flickscoutchef:
- mer än fördubblades antalet medlemmar: Från 8 310 vid tillträdet, till 19 043 år 1949.
- stabiliserades förbundets ekonomi, efter att länge ha varit väldigt osäker. Förbundet fick så småningom möjlighet att köpa fastigheten Regeringsgatan 88.
- utvidgades kansliet med anställd personal till stöd för scoutkårerna.
- genomfördes stora förändringar av flickscoutprogrammet, för första gången sedan starten. Bland annat startades den första sjöflickscoutkåren.
- utvecklades ledarutbildningen och den högre ledarutbildningen, så småningom treklöverutbildningen, startades.
- skickade Sveriges Flickors Scoutförbund sin första stora kontingent på ett internationellt flickscoutläger, Pax Ting 1939 i Gödöllö, Ungern.
- gjorde flickscouterna stora insatser för försörjning, humanitärt arbete och även i försvarsmakten under andra världskriget.[11]

När hon avgick som flickscoutchef 1949 instiftades Luddes stipendium genom en insamling. Stipendiet har delats ut sedan dess av Sveriges Flickors Scoutförbund, följt av Svenska Scoutförbundet och sedan Scouterna.

### Luddes scoutledarskap
Många vittnesmål om Luddes ledarskap i scouterna tar fasta på hennes stora värme och förmåga att se individen i alla situationer. Under hennes tid minskades det tidigare stora fokuset på disciplin och en flickscoutledarkollega talar om att hon minskade den ”askes” som präglat flickscoutrörelsens första decennier. Det är också under hennes ledning som förbundsstyrelsen 1943 beslutar att alla scoutledare hädanefter ska vara du med varandra, utan att först behöva lägga bort titlarna, vilket var det vanliga i den tidens Sverige.
De som beskrivit hennes ledarskap har betonat hennes energi, kreativitet och spontanitet. Mary Odencrants, som var flickscoutchef när Ludde var vice flickscoutchef lyfter särskilt fram hennes förmåga att anlägga nya, oväntade perspektiv på frågor.
Ludde var ganska olik sina företrädare: Alla de tre tidigare flickscoutcheferna hade varit mer strikta, eleganta, språkkunniga och strategiska. Hennes närmaste företrädare Maria Dillner hade varit drivande i WAGGGS och även varit den organisationens ordförande. Det som gjorde Ludde framgångsrik i ledarskapet var snarare hennes mångomvittnade charm. Hon framstod som en flickscout bland andra, var ganska kort, och en känd profil i flickscoutsverige när hon reste runt, ofta med sin hund Sassa som sällskap. Hennes engelska beskrivs som ”ganska medelmåttig”.
Det finns många historier om hennes handfasta och empatiska ledarskap: Hon gav utan vidare bort sina egna lågskor till en norsk flickscout på en nordisk ledarutbildning kort efter kriget. När en lägerchef ondgjorde sig över att en fanbärare inte orkade hålla fanan, stegade Ludde fram och tog över fanan, samtidigt som hon sa ”jag förstår dig” till flickscouten. Hon började gråta när hon såg att scouter skurit barken av ett träd på ett läger i Rättvik.

## Andra föreningsengagemang
Förutom i flickscoutrörelsen var Gerda Bäckström även aktiv i centralrådet för Ungdomens Röda kors och i styrelsen för Cykelfrämjandet.